# Élton Fensterseifer
Élton Fensterseifer, mais conhecido como Élton (Estrela, 30 de setembro de 1937 — Porto Alegre, 23 de dezembro de 2010) foi um político e futebolista brasileiro.

## Morte
O ex-deputado e ex-atleta morreu vítima de um infarto.

## Títulos
Grêmio
- Campeonato Gaúcho: 1956, 1957, 1958, 1959, 1960

Internacional
- Campeonato Gaúcho: 1969

## Prêmios
- Em maio de 1970 ganhou o Prêmio Belfort Duarte, que homenageava o jogador de futebol profissional que passasse dez anos sem sofrer uma expulsão, tendo jogado pelo menos 200 partidas nacionais ou internacionais.[carece de fontes?]